# Cayuga (anatra)

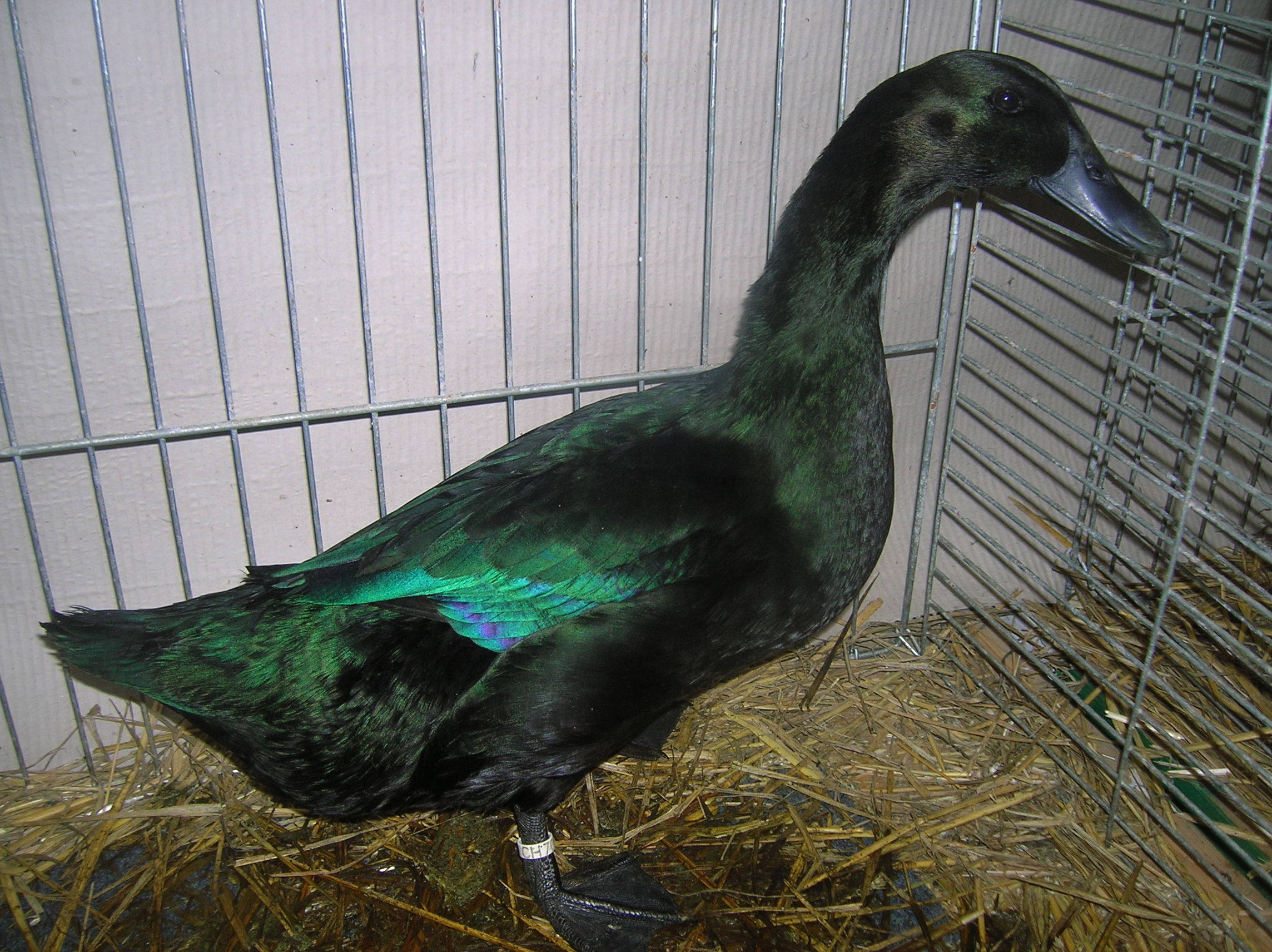
Femmina di Cayuga in esposizione.

Cayuga è una razza di anatra domestica di origine nordamericana che prende il nome dall'omonimo lago dello Stato di New York. Le sue esatte origini sono sconosciute. Si tratta di un'anatra media dal portamento basso e quasi orizzontale, dalle forme sottili e asciutte. Presenta un'unica colorazione, la Nera, ma rispetto ad altre razze possiede dei riflessi verdi notevoli. Negli Stati Uniti è stata selezionata anche la varietà Blu. La Cayuga è stata utilizzata per molto tempo come razza da reddito, per la produzione di carne e uova, ma oggi viene allevata soprattutto per scopi ornamentali e di conservazione. Depone delle uova il cui colore va dal grigio scuro al nero opaco, colore unico tra le razze di anatra.

## Origini
Le origini della razza sono misteriose e piuttosto controverse. La leggenda vuole che il proprietario di un mulino della Contea di Dutchess abbia catturato una coppia di anatre nere che fossero arrivate nel 1809 nello stagno del suo mulino. Impressionato dalla loro bellezza, avrebbe iniziato a far schiudere le uova della coppia, e da queste anatre discenderebbe la Cayuga attuale.
Una storia così fantasiosa è smentita da tutti gli studiosi. Molti hanno considerato la possibilità che la razza derivasse dal Germano nero americano, accoppiato successivamente con degli esemplari di anatra domestica derivanti dal Germano reale. Tuttavia il Germano nero americano non presenta mutazioni di colore come quella nera, molto diffusa invece presso le anatre domestiche derivanti dal Germano reale. Inoltre i maschi della specie americana non presentano il tipico ricciolo del codione caratteristico del Germano europeo, posseduto anche dalla Cayuga.
Gli studiosi quindi protendono per un'origine esclusiva dal Germano Reale. Secondo alcuni la Cayuga deriverebbe dalla Smeraldo (Black East Indian), razza nana americana che presenta gli stessi riflessi iridescenti. Lewis Wright nel suo libro  The Book of Poultry del 1885 riporta la testimonianza di R. Teebay, un avicoltore del Lancashire, Regno Unito. Mr. Teebay cita la presenza nel Lancashire di anatre nere di stazza simile a quella della Cayuga, ed ipotizza che la razza derivi da queste anatre esportate in Nord America. L'American Poultry Association ha standardizzato la razza per la prima volta nel 1874: ciò rende la Cayuga una delle razze da esposizione più vecchie.

## Caratteristiche morfologiche
La Cayuga è un'anatra di peso medio, il cui peso si aggira sui 3,0-3,5 kg per il maschio e 2,5-3,0 kg per la femmina. Il portamento è basso e quasi orizzontale. Nonostante il buon peso, presenta delle forme asciutte ed eleganti. La testa è leggermente allungata ed il collo graziosamente arcuato. Il petto è ben arrotondato e il tronco lungo e affusolato.

## Colorazioni
La Cayuga presenta un'unica colorazione riconosciuta, la Nera. Rispetto ad altre razze nere, la Cayuga possiede dei riflessi metallici verdi particolarmente accesi, la cui particolarità è visibile soprattutto alla luce del sole. Come in tutte le anatre nere però, anche le femmine di Cayuga con l'età sviluppano con facilità piume bianche, che aumentano ad ogni muta annuale. I maschi invece rimangono neri. Negli Stati Uniti è stata selezionata anche la Colorazione Blu.

## Qualità
La Cayuga è stata allevata per molto tempo come anatra da carne, ma in futuro è diventata principalmente una razza ornamentale, da esposizione o da compagnia. Il suo temperamento è solitamente più docile rispetto a quello di altre razze. La razza viene preferita da molti che vivono in zone residenziali o suburbane grazie alla sua voce bassa e poco squillante. Originariamente una femmina Cayuga al primo anno di vita deponeva tra le 100 e le 175 uova all'anno; successivamente la selezione mirata agli aspetti estetici ha indebolito la predisposizione alla deposizione.